# Barber (zawód)

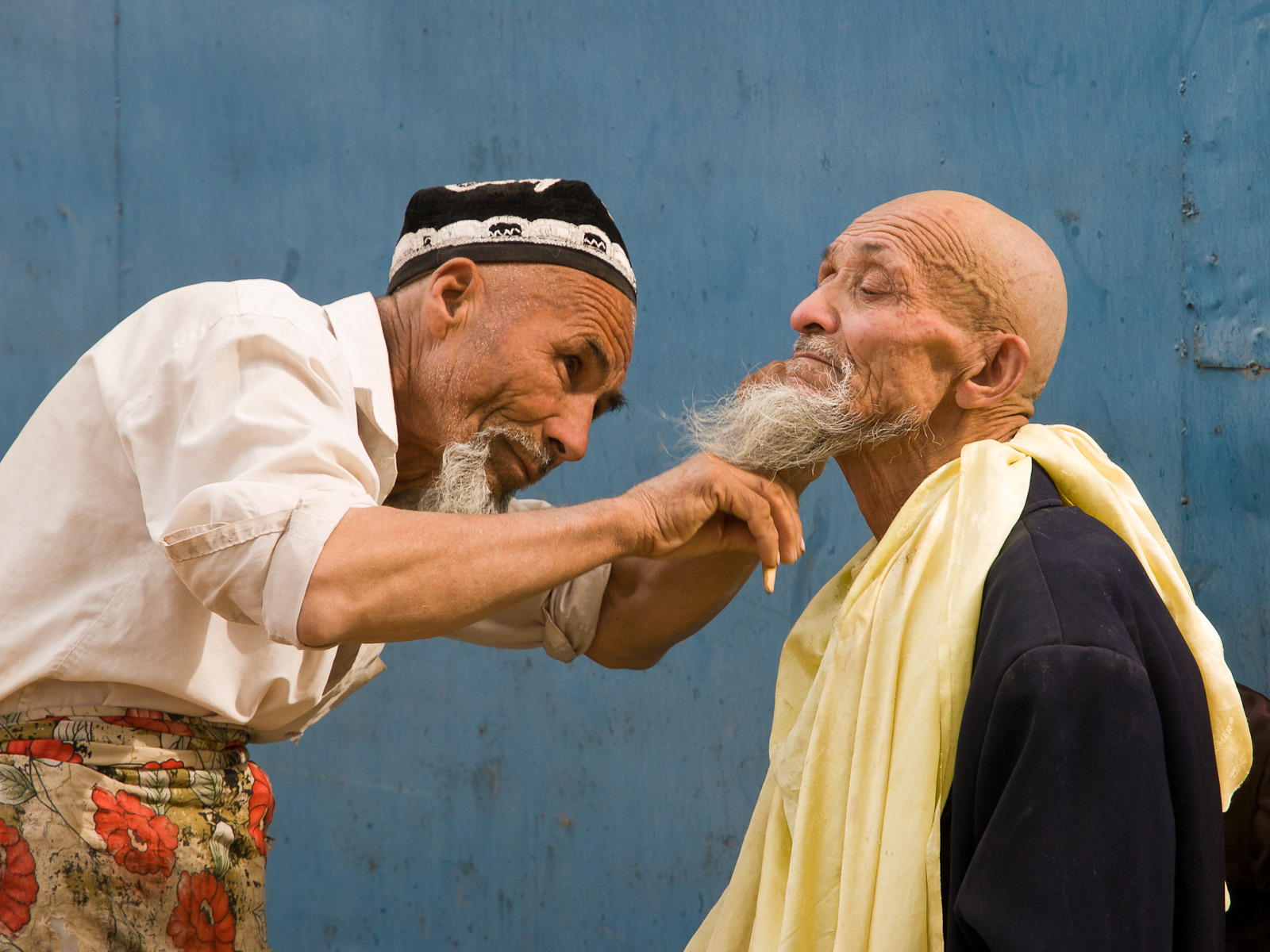
Barber w trakcie pracy

Barber – osoba zajmująca się zawodowo fryzjerstwem męskim, włączając w to golenie i zabiegi pielęgnacyjne obejmujące zarost (wąsy i brodę). Barber posiada szereg kwalifikacji - od znajomości posługiwania się brzytwą, przez odpowiednie doradztwo w wyborze fryzury po wiedzę z zakresu trychologii. Zakład pracy barbera, współcześnie bywa często określany anglicyzmem barbershop.
Dawniej zawód określany jako: golibroda, balwierz, cyrulik, felczer, chirurg. Profesja ta obejmowała nie tylko usługi fryzjerskie ale także drobne posługi medyczne jak np. opatrywanie ran, stawianie baniek i pijawek, puszczanie krwi, wyrywanie zębów itp. Używane współcześnie określenie barber wywodzi się natomiast z języków francuskiego i niemieckiego barbier, z włoskiego barbiere.

## Historia

### Starożytność

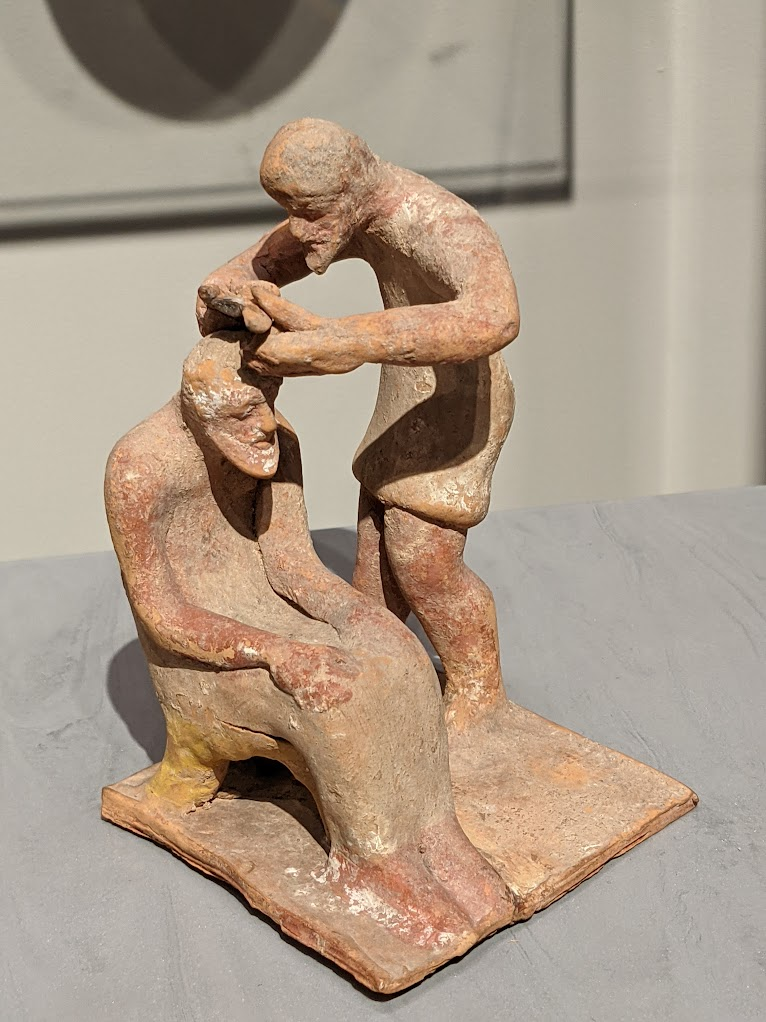
Figura z malowanej terakoty z Beocji, pochodząca z okresu około 500–475 p.n.e., obecnie przechowywana w Muzeum Sztuk Pięknych, przedstawiająca fryzjera strzygącego mężczyznę.

Fryzjerstwo ma swoje korzenie w starożytności. W Egipcie, Babilonii, Asyrii, Grecji i Rzymie istniały osoby zajmujące się pielęgnacją ciała i dbaniem o wygląd estetyczny. Do ich obowiązków należało usuwanie zarostu przy pomocy narzędzi z kamienia lub brązu, fryzowanie włosów (zarówno u mężczyzn, jak i kobiet), strzyżenie bród, tworzenie peruk i sztucznych bród, a także prowadzenie łaźni i wykonywanie zabiegów leczniczych.
Brzytwy znaleziono wśród reliktów epoki brązu (około 3500 r. p.n.e.) w Egipcie. Pierwsze usługi fryzjerskie były wykonywane przez Egipcjan w 5000 r. p.n.e. za pomocą narzędzi, które wykonali z muszli ostrygowych lub ostrych krzemieni. W starożytnej egipskiej kulturze fryzjerzy byli szanowanymi osobami.

### Średniowiecze
W połowie XIII wieku paryskie bractwa barberskie, znane jako Bractwo św. Kosmy i św. Damiana, założyły pierwszą szkołę do nauczania chirurgii dla barberów. Szkoła ta stała się wzorem dla średniowiecznych szkół chirurgicznych. Wielu wybitnych chirurgów tamtych czasów było jej uczniami.

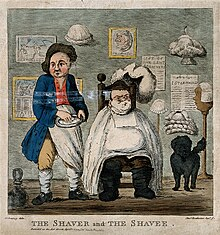
Fryzjer przygotowujący się do ogolenia twarzy siedzącego klienta. 1801r.

W Polsce już w XV wieku cyrulicy organizowali się w cechy, które były obecne w miastach takich jak Kraków, Poznań czy Warszawa. Cechy te miały za zadanie regulowanie zawodu, zapewniając członkom prawo do wykonywania usług medycznych, takich jak golenie czy leczenie chorób. Cechy były również odpowiedzialne za kontrolowanie jakości usług oraz karanie tych, którzy naruszali zasady. Cyrulicy walczyli o monopol na niektóre usługi medyczne, np. na puszczanie krwi, a ich działalność była często regulowana przez królewskie przywileje. W XVIII wieku cyrulicy byli dobrze prosperującą grupą zawodową, cieszącą się zaufaniem wśród elit, co potwierdzają liczne przywileje nadane przez królów.

### Współczesność
Po II wojnie światowej fryzjerstwo męskie w Polsce zaczęło się odradzać, borykając się z konsekwencjami zniszczeń wojennych i zmianami politycznymi. Pod rządami Hilarego Minca, który walczył z prywatną własnością, także zakłady fryzjerskie były przejmowane przez państwo. Często stosowano różne formy represji, jak kary finansowe, kontrolę cenników czy zakaz zamawiania towarów. W 1949 roku sugerowano przekształcenie fryzjerstw męskich w damsko-męskie, co wstrzymywało rozwój branży.
W latach 60. i 70. XX wieku, w Krakowie odbywały się uznane w Europie szkolenia z fryzjerstwa męskiego, organizowane przez Zbigniewa Marka i przedstawicieli szkoły lwowskiej, którzy wprowadzili nowoczesne techniki strzyżenia.
Lata 1989-2014 to okres stagnacji w męskim fryzjerstwie, zarówno w Polsce, jak i na świecie. Duże firmy koncentrowały się na fryzjerstwie damskim, a reforma szkolnictwa w 1999 roku zjednoczyła edukację zawodową, co doprowadziło do zaniku oddzielnej specjalizacji w fryzjerstwie męskim, co negatywnie wpłynęło na rozwój barberingu w Polsce.
Wielki przełom w fryzjerstwie męskim zaczął się w roku 2014, kiedy to powstały pierwsze polskie hurtownie z kosmetykami dla włosów i brody oraz pierwsze barbershopy. Wraz z ubiegiem czasu zaczęło ich przybywać.

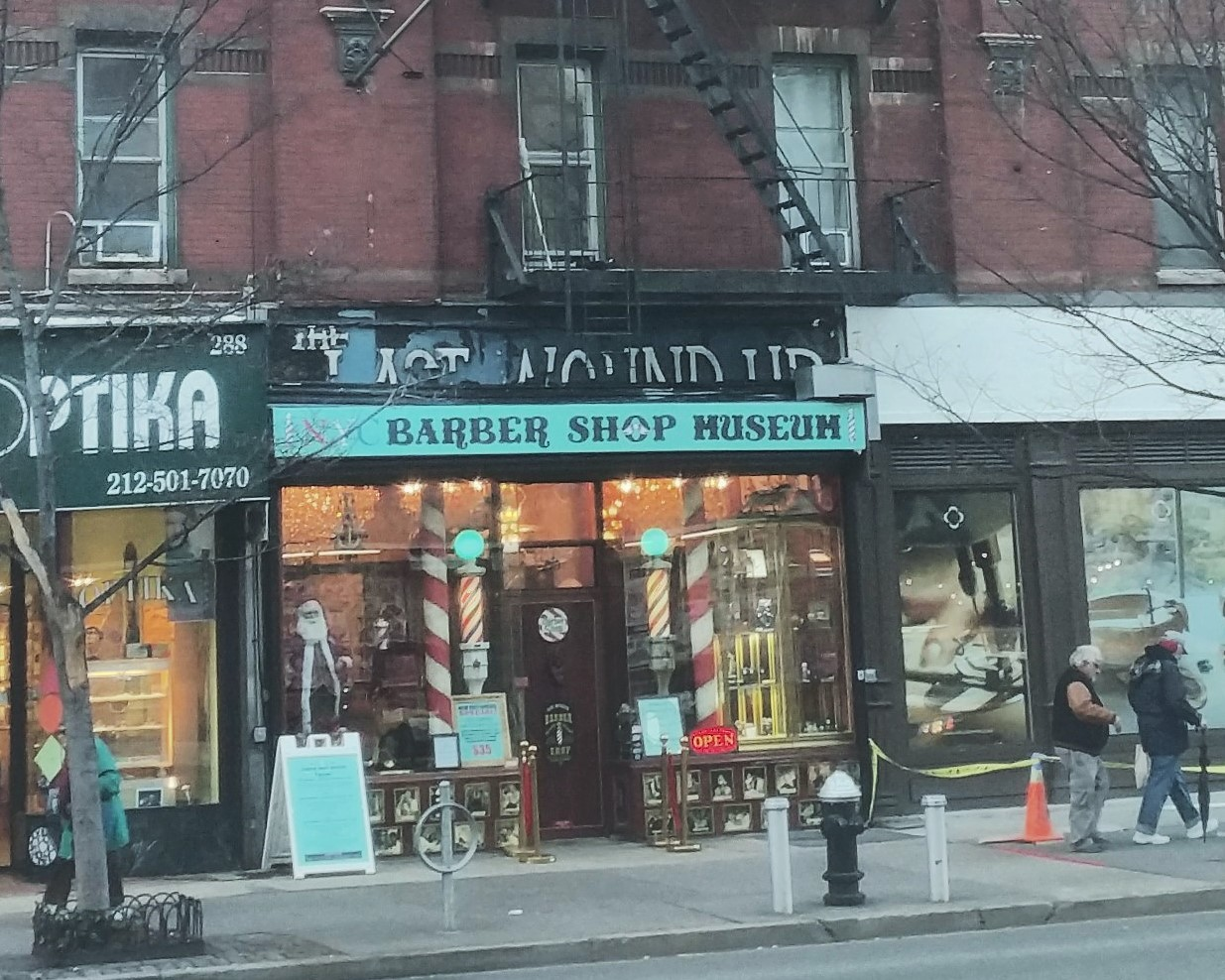
Muzeum Barber Shop W Manhattanie
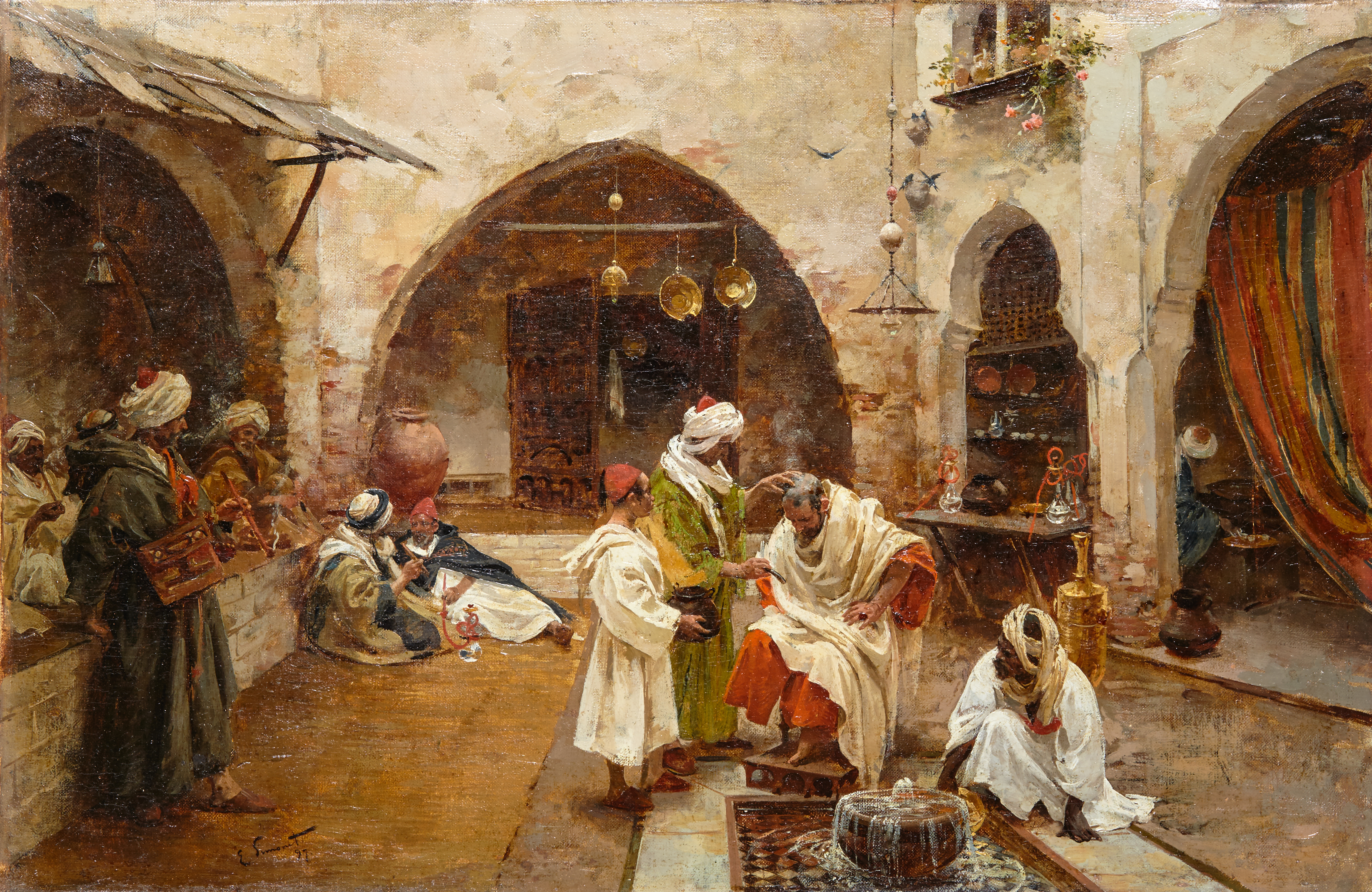
"The Barber at the Souk" przez Enrique Simonet, 1897

## Słupek barberski

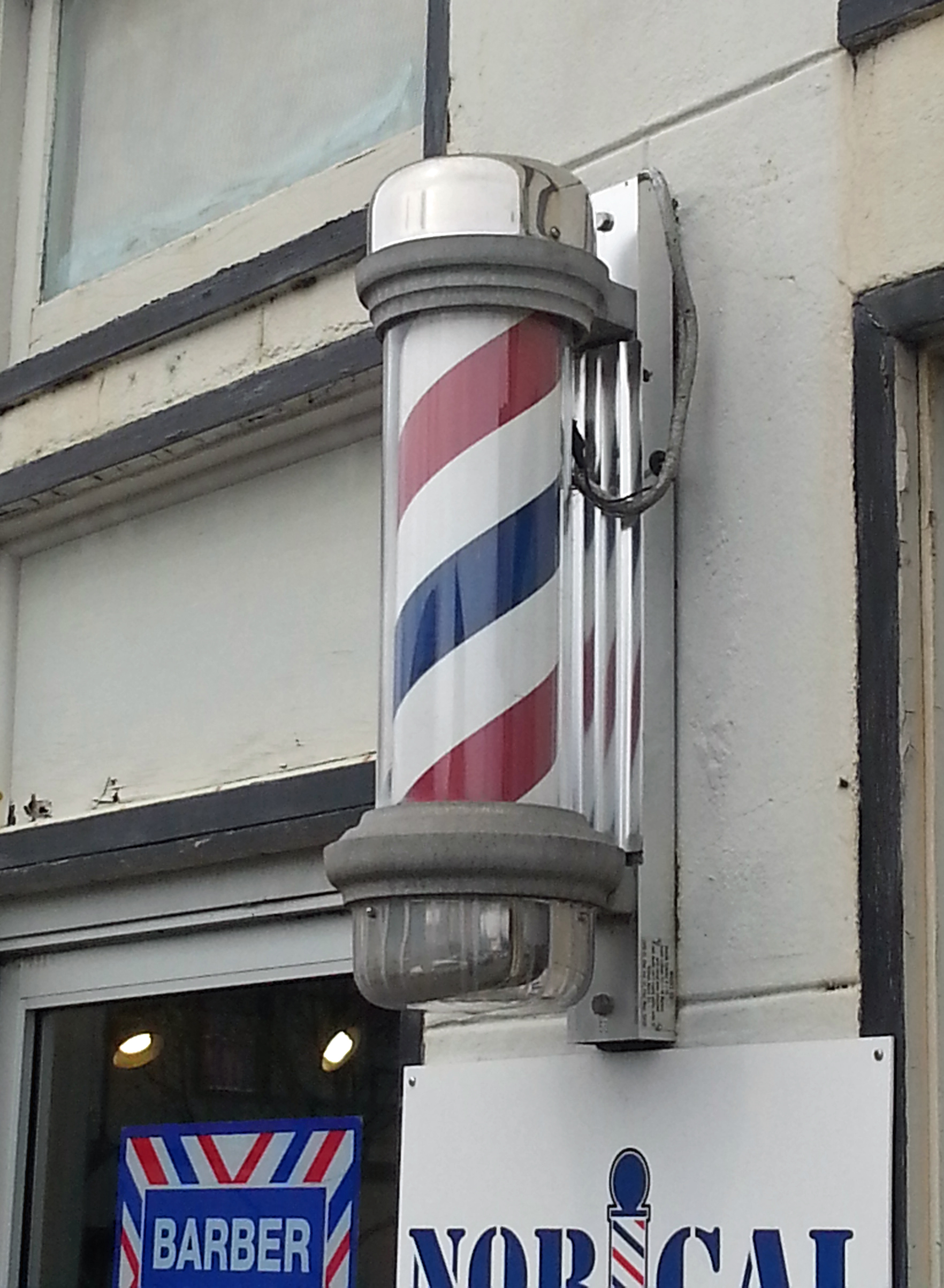
Słupek barberski w biało-czerwono-niebieskiej kolorystyce

Jest to symbol zawodu barbera. Charakterystyczna biało-czerwono-niebieska kolorystyka kojarzona jest z profesjami medycznymi (kolor biały symbolizuje bandaże, czerwony - krew,  natomiast kolor niebieski - żyły, ze względu na to, że były one oznaczone w medycznych diagramach właśnie tym kolorem). Słupek może być nieruchomy lub może się obracać, często przy pomocy silnika elektrycznego. Obracający się słupek barberski tworzy wizualną iluzję, w której paski wydają się poruszać w górę lub w dół wzdłuż słupa, a nie wokół niego. 

## Barbershop
Barbershop to miejsce w którym barberzy wykonują usługi dotyczące włosów i brody. Wyposażone są w profesjonalny sprzęt barberski, myjnie fryzjerskie oraz wygodne fotele.
W barbershopach dostępne są różne kosmetyki, które umożliwiają stylizację, pielęgnację i regenerację włosów oraz brody. Często są to olejki do brody, balsamy do brody, pomady do włosów i akcesoria do golenia.